# Geo. Borgfeldt & Co.

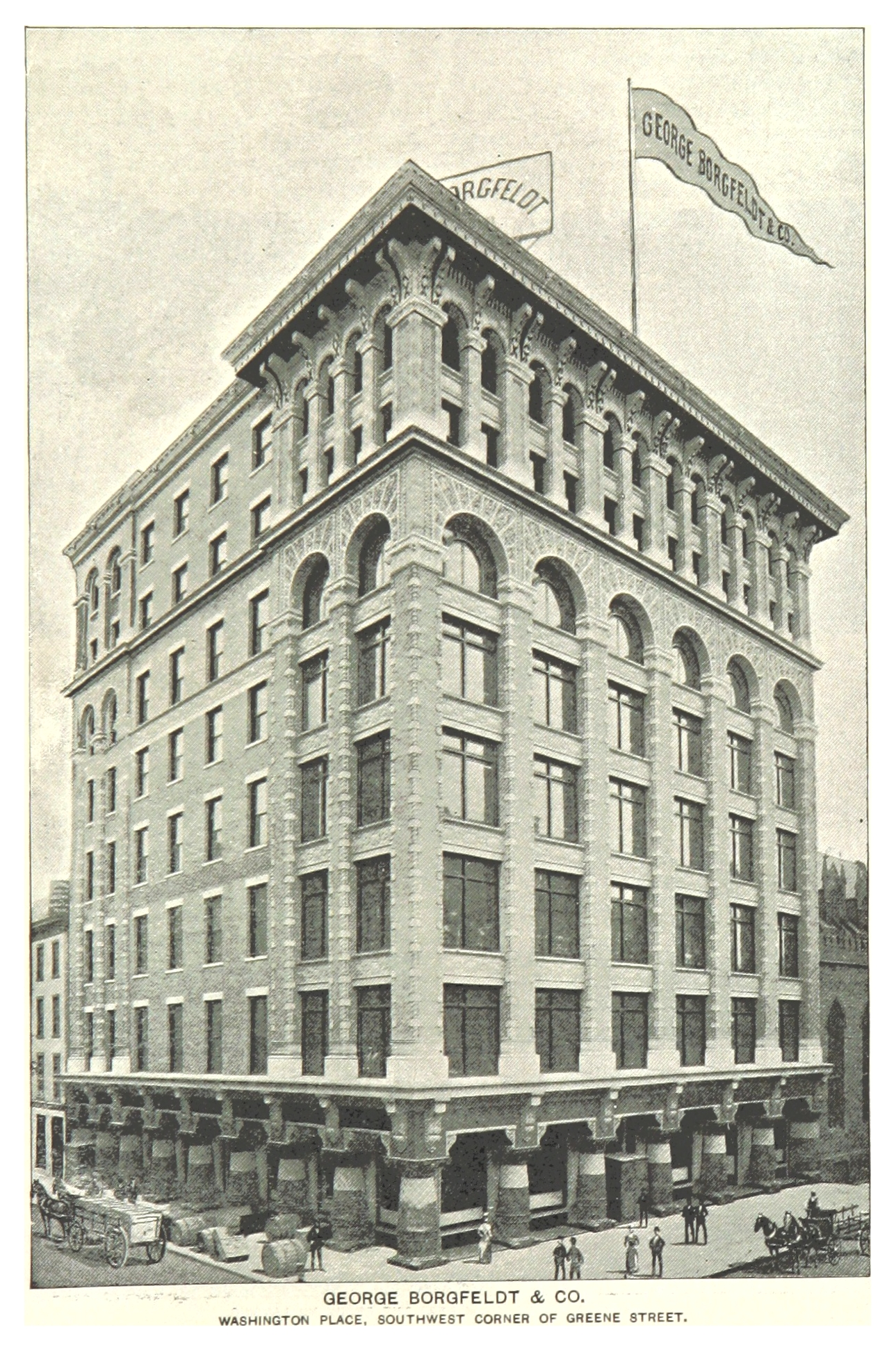
Die Firmenzentrale am Washington Place

Die Geo. Borgfeldt & Co. war ein amerikanisches Handelsunternehmen für Spielwaren. Die Aktiengesellschaft hatte ihren Hauptsitz in New York.

## Geschichte
Der gebürtige Meldorfer Georg Borgfeldt gründete das Unternehmen 1881 mit den Württembergern Marcell und Joseph L. Kahle. Die Gründer hatten sich bei dem Spielwarengroßhandel „Strasburger, Pfeiffer & Co.“ kennengelernt, wo sie in leitenden Position arbeiteten. Die Gründer verfolgten mit „The Borgfeldt Idea“ das Ziel, in New York eine Art ständiger Messe zu etablieren. Außerdem bemühten sie sich um exklusive Vertriebsrechte für populäre importierte Produkte. Seinerzeit übliche Großhandelshäuser unterhielten Läger, auf die die Unternehmer verzichten wollten. Stattdessen stellten sie in dem Haus besonders viele Produkte aus verschiedenen Kategorien aus, die sie jedoch nicht bevorrateten. Als Form des Streckengroßhandels stellte Geo. Borgfeldt & Co. stattdessen den Transport der Waren vom Produzenten zum Einzelhandel sicher und erfand somit ein neues Geschäftsmodell.
Die Unternehmer sicherten sich die Alleinvertriebsrechte zahlreicher Hersteller, deren Produkte der Einzelhandel daher nur über ihn beziehen konnte. Anfang 1881 eröffneten sie Geschäftsräume, in denen sie ungefähr 100.000 Exponate zeigten. Es handelte sich insbesondere um Puppen, Spielzeug, Porzellan- und Glaswaren. Borgfeldt beschäftigte im ersten Jahr die drei Teilhaber und zwei Mitarbeiter, die Probleme hatten, die Nachfrage zu bedienen, die deutlich größer als ihr Angebot war. 1881 eröffneten sie daher Handelskontore in Steinschönau und Hannover, die helfen sollten, die Waren schneller an die amerikanischen Einzelhändler zu liefern. Ein Jahr später gründeten die Unternehmer eine weitere Niederlassung in Toronto. Im New Yorker Firmensitz boten sie in einer Abteilung zusätzlich Strumpfwaren, Handschuhe und Spielzeug an, die von amerikanischen Herstellern stammten.
„Geo. Borgfeldt & Co.“ war ein äußerst profitables Unternehmen. 1884 verdoppelten die Inhaber die Ausstellungsfläche auf ungefähr 5000 Quadratmeter. Mitte der 1880er Jahre handelte es sich um ein führendes Handelshaus mit einem selbst erfundenen Geschäftszweig. In New York besaß es eine Firmenzentrale mit Büro- und Ausstellungsflächen, die mehrfach ausgebaut wurden. 1893 zog die Firma in ein repräsentatives Hochhaus am Washington Place. Dieses „Borgfeldt Building“ verfügte über acht Stockwerke und existiert heute nicht mehr.
1885 eröffnete „Geo. Borgfeldt & Co.“ eine Zweigstelle in Wien, deren Leitung Conrad Berg, der Vater von Alban Berg, übernahm. Das Handelshaus in Hannover zog ein Jahr später nach Berlin um und fungierte als europäische Handelszentrale. Im selben Jahr kamen Kontore in London, Fürth und Bodenbach hinzu. Eine 1887 eröffnete Filiale in Solingen zog 1902 nach Barmen. 1898 richtete „Geo. Borgfeldt & Co.“ eine Zweigstelle in San Francisco ein, zwei Jahre später weitere Niederlassungen in Boston und Chicago.
1888 trat Borgfeldts Neffe und Schwager Georg Semler (* 1861) als Partner in das Unternehmen ein. 1891 kam der in Fürth geborene Pariser Großkaufmann Johann Emil Schüssel (1852–1901) hinzu. 1893 wurde die Firma ohne Namensänderung zu einer Aktiengesellschaft. Borgfeldt übernahm den Vorsitz des Vorstands und trug den Titel „President“.
1896 zog Georg Borgfeldt zurück nach Deutschland. Die Geschäftsleitung übernahm vermutlich größtenteils der „First Vice President“ Marcell Kahle (1858–1909). Geo. Borgfeldt & Co. handelte und importierte weiter erfolgreich mit diversen Spielzeugen. Der Name Borgfeldts blieb längere Zeit bekannt für die Zusammenarbeit mit der Puppenmanufaktur von Margarete Steiff. Hermann Berg, ein Bruder des Komponisten Alban Berg, bestellte als Chefeinkäufer bei Steiff 1903 während der Leipziger Messe 3000 Teddybären. Trotz lokaler Mitbewerber und hoher Preise entwickelte sich daraus ein Verkaufserfolg. „Geo. Borgfeldt & Co.“ verkaufte in den Folgejahren mehrere Hunderttausend Exemplare und ging immer engere Geschäftsbeziehungen mit Steiff ein. Von 1913 bis in die 1930er Jahre hatte Geo. Borgfeldt & Co. alleinige Rechte zum Import von Steiff-Produkten in die Vereinigten Staaten.
Ab 1912 vertrieb Geo. Borgfeldt & Co. exklusiv Kewpie-Puppen nach Entwürfen der Zeichnerin Rose O’Neill. Die Puppen stammten aus der Produktion von Geo. Borgfeldt & Co. in Deutschland und wurden aus Celluloid und Biskuitporzellan hergestellt. Eine Variante aus Stoff kam von Steiff.
Auch nach dem Ersten Weltkrieg existierte Geo. Borgfeldt & Co. unter diesem Namen. In den 1930er Jahren hatte es exklusive Vermarktungsrechte für Artikel, die auf Comicfiguren von Walt Disney und anderen Zeichnern zurückgingen. Dazu gehörten Mickey und Minnie Mouse oder Felix the Cat.
Geo. Borgfeldt & Co. bestand in den USA bis 1962 als einer der bekanntesten Händler und Produzenten von Spielzeug. Produkte und Importe des Unternehmens sind heute unter Sammlern sehr begehrt. In Kanada ist bis heute der Spielzeughändler Borgfeldt (Canada) Ltd. zu finden.